# 9167 Харків
9167 Харків (9167 Kharkiv) — астероїд головного поясу, відкритий 18 вересня 1987 року.
Тіссеранів параметр щодо Юпітера — 3,177.
Названий на честь українського міста Харків.